# Élections régionales de 1963 en Sicile
Les élections régionales en Sicile pour le renouvellement de l'Assemblée régionale sicilienne ont eu lieu le 9 juin 1963. Le taux de participation était de 81,4%.
Les électeurs ont le choix parmi soixante-dix-neuf listes et sept cent soixante-treize candidats.
Les résultats sont conformes à ceux des élections générales qui ont précédé ce scrutin d'un peu plus un mois. Par rapport aux élections de 1959, la Démocratie chrétienne gagne 3,4 points à 42 % tandis que les dissidents de l'Union sicilienne chrétienne sociale, dotés de 10,6 % des suffrages en 1959, s'effacent à 0,75 %. A gauche, le PCI gagne 2,2 points à 24,12 %, le PSI est stable, les socialistes saragatiens passent de 2,2 à 3,9 %. A droite, les libéraux doublent leur score à 7,8 % et celui des monarchistes est divisé par 4, à 1,4 %, les républicains et les néo-fascistes conservent leur niveau.
Ces résultats rendent difficile la constitution d'un gouvernement stable, comme durant les deux mandatures précédentes, dans un contexte national où est attendu la constitution par Aldo Moro d'un gouvernement de coalition DC-PSI ou la formation d'un gouvernement démocrate chrétien minoritaire. Le président sortant, Giuseppe D'Angelo (avocat démocrate-chrétien de centre-gauche, en poste depuis 1961) reforme un gouvernement ouvert à la gauche. Mais le renforcement des chrétiens-démocrates et le retrait simultané du PCI, du PSI, du PSDI et de l'USCS conduiront en 1964 à la chute du président Giuseppe D'Angelo (avocat du centre-gauche, en poste depuis 1961) et à la nomination de Francesco Coniglio.

## Résultats
| Partis | Partis                                                    | Voix      | Votes (%) | Sièges |
| ------ | --------------------------------------------------------- | --------- | --------- | ------ |
|        | Démocratie chrétienne (DC)                                | 979,439   | 42,1%     | 37     |
|        | Parti communiste italien (PCI)                            | 561,795   | 24,1%     | 22     |
|        | Parti socialiste italien (PSI)                            | 231,038   | 9,9%      | 11     |
|        | Parti libéral italien (PLI)                               | 181 469   | 7,8%      | 6      |
|        | Mouvement social italien (MSI)                            | 168 850   | 7,2%      | 7      |
|        | Parti socialiste démocrate italien (PSDI)                 | 90 845    | 3,9%      | 3      |
|        | Parti républicain italien (PRI)                           | 35 274    | 1,5%      | 2      |
|        | Parti démocratique italien de l'unité monarchique (PDIUM) | 32 731    | 1,4%      | 2      |
|        | Union sociale chrétienne sicilienne                       | 17 569    | 0,8%      | -      |
|        | Mouvement pour l'indépendance de la Sicile (MIS)          | 2 394     | 0,1%      | -      |
|        | Autres listes                                             | 27 696    | 1,2%      | -      |
| Total  | Total                                                     | 2 329 100 | 100,00    | 90     |
|        |                                                           |           |           |        |

## Composition
- Démocratie chrétienne (37) : Giuseppe Aleppo (Catane), Raffaele Avola (Raguse), Angelo Bonfiglio (Agrigente), Isidoro Bombonati (Palerme), Domenico Cangialosi (Trapani), Vincenzo Carollo (Palerme), Giuseppe Celi (Messine), Bernardo Canzoneri (Palerme), Salvatore Cimino (Palerme), Francesco Coniglio (Catane), Mario D'Acquisto (Palerme), Salvatore D'Alia (Messine), Giuseppe D'Angelo (Enna), Salvatore Di Martino (Syracuse), Michele Falci (Caltanissetta), Mario Fasino (Palerme), Antonino Germana' (Messine), Vincenzo Giummarra (Raguse), Attillio Grimaldi (Catane), Giuseppe La Loggia (Agrigente), Gaetano Lo Magro (Syracuse), Rosario Lanza (Caltanissetta), Antonino Lombardo (Catane), Antonino Muccioli (Palerme), Rosario Nicoletti (Palerme), Giovanni Nigro (Syracuse), Vincezo Occhipinti (Trapani), Vincenzo Ojeni (Messine), Raffaelo Rubino (Agrigente), Giuseppe Russo (Catane), Giuseppe Sanmarco (Enna), Modesto Sardo (Catane), Carmelo Santalco (Messine), Paolo Trenta (Agrigente), Mario Zappala (Catane).
- Communistes (22) : Antonio Carbone (Catane), Pompeo Colajanni (Enna), Luigi Cortese (Caltanissetta), Luigi Corallo (Palerme), Emanuele Di Bernardo (Caltanissetta), Vito Giacalone (Trapani), Epifanio La Porta (Syracuse), Pio La Torre (Palerme), Vincenzo Marraro (Catane), Agostino Messana (Trapani), Giuseppe Miceli (Messine), Guglielmo Nicastro (Raguse), Mario Ovazza (Catane), Giuseppe Prestipino (Messine), Francesco Renda (Agrigente), Paolo Romano (Syracuse), Feliciano Rossitto (Raguse), Carmelo Santangelo (Catane), Girolamo Scaturro (Agrigente), Emanuele Tuccari (Messine), Luigi Vajola (Agrigente), Antonino Varvaro (Palerme).
- Socialistes (11) : Giovanni Barbera (Raguse), Camilla Bosco (Catane), Salvatore Corallo (Syracuse), Salvatore Fagone (Catane), Gaetano Franchina (Messine), Gustavo Genovese (Palerme), Filippo Lentini (Agrigente), Calogero Mangione (Caltanissetta), Francesco Pizzo (Trapani), Michele Russo (Enna), Francesco Taormina (Palerme)
- Groupe libéral (7) : Antonino Barone (Trapani), Giovanni Buffa (Palermo), Giuseppe Cadili (Messine), Alfonso Di Benedetto (Palerme), Vincenzo Faranda (Messine), Sergio Sallicano (Syracuse), Agostino Tomaselli (Catane)
- Mouvement social italien (7) : Antonino Buttafuoco (Enna), Domenico Fusco (Messine), Cataldo Grammatico (Trapani), Gaetano La Terza (Catane), Ettore Mangano (Agrigente), Giuseppe Mongelli (Caltanissetta), Giuseppe Seminara (Palerme).
- Socialistes démocrates (3) : Antonello Dato (Catane), Aurelio Mazza (Messine), Pasquale Macaluso (Palerme), Bino Napoli (Palerme)
- Républicains (2) : Diego Giacalone (Trapani), Salvatore Sanfilippo (Palerme)
- Parti démocratique italien - Monarchistes (1) : Ernesto Pivetti